# Морозково (деревня, Свердловская область)
Морозково — деревня в Свердловской области России, административно подчинённая городу Серову. Входит в Серовский муниципальный округ.
Ранее деревня была административным центром Верх-Сосьвинского сельсовета Серовского района.

## География
Деревня Морозково расположена на севере Свердловской области,на восточном склоне Уральских гор, на границе между Средним и Северным Уралом, на высоком левом берегу реки Сосьвы (правый приток реки Тавды). Деревня находится в 32 километрах к юго-востоку от города Серова (по автодороге в 38 километрах). В 9 километрах к северо-востоку от деревни расположена станция Морозково Свердловской железной дороги. Через деревню проходит автодорога Серов — Гари.
Часовой пояс
Морозково, как и вся Свердловская область, находится в часовой зоне МСК+2. Смещение применяемого времени относительно UTC составляет +5:00.

## История

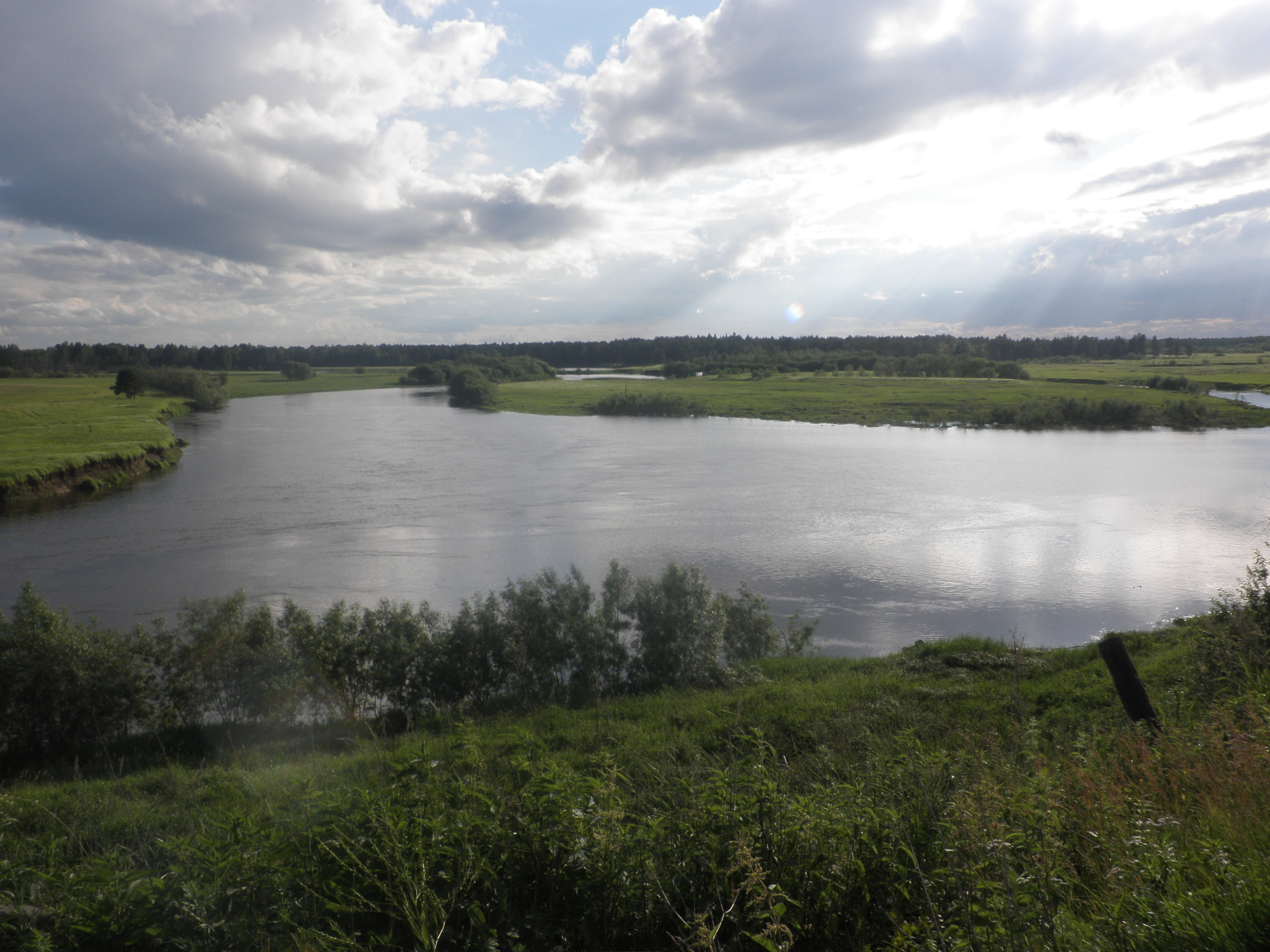
Слияние рек в деревне Морозково

Деревня Морозково была основана в месте слияния рек Морозкова и Сосьва, относилась к Верхотурскому уезду Екатеринбургской губернии.
Первое упоминание о поселении относится к 1626 году. Связь вогулов с русскими к тому времени ограничивалась в основном уплатой государева налога (ясака) «мягкой рухлядью» — шкурками соболей, куниц и бобров — чаще в обмен на самое необходимое. Ясак брали с каждого мужчины в возрасте от 16 до 59 лет.
Ясашная книга верхотурского уезда 1625/26 годов упоминает что ясак был взят с 24 вогуличей юрта Сантинов «на реке на Сосьве» (сосьвинские вогулы). Таким образом, деревня является самым старым населённым пунктом на территории Серовского городского округа.
В документе упоминаются сосьвинские манси Кека Моросков, Денга Ондрюшин и Чека Алтиев — предки Морозковых, Денежкиных и Алтиповых, получившие русские фамилии после крещения вагранских и сосьвинских манси в 1714 году тобольским митрополитом Филофеем. Имена их потомков и поныне есть на карте Северного Урала: деревня Морозково, гора Денежкин Камень, сопки Денежкины Камешки и др.
Климатические условия, неблагоприятные для производства товарного хлеба, не привлекали пашенных крестьян к заселению земель по рекам Ляле и Сосьве. Эти места заселяют верхотурские стрельцы, казаки и посадские люди. Особенно интенсивно процесс заселения реки Сосьвы проходил во второй половине XVII в., когда между ясачными вогулами Сосьвинской волости, с одной стороны, и стрельцами, казаками и посадскими, с другой стороны, составлялись закладные кабалы, которые оформляли выдачу в долг денег под залог земельных угодий, в том числе пашенных земель, сенных покосов, гаревых и дубровных мест, юртовых и дворовых мест вогульских вотчин. В основном деньги не возвращались и новыми хозяевами земель становились стрельцы, казаки и посадские. Таким образом начиная с 1650-х годов здесь появляются казаки, стрельцы и посадские люди из Верхотурья. Место где располагается современная деревня Морозково выгодно отличалось от многих других. Расположение на слиянии рек, позволяло полностью контролировать торговый путь. Именно здесь казаки основывают поселения. Согласно переписных книг Верхотурского уезда, «На Сосьве реке в деревнях… всякого чина людей мужеска и женска полу от мала и до велика что переписываны по указу Великого Государя и по грамоте в нынешнем 1710 году» проживали представители казачьих родов Постниковы, Вагины, Якимовы, всего 12 семей. Кроме того, нетяглые (безоброчные) крестьяне Титовы — 2 семьи. Ясашные люди — Григорий Киселёв.
Неподалёку располагалось поселение коренного населения — вогулов, называвшееся по фамилии его основателя Кеки Мороскова. Ясашные вогулы, также были учтены в «переписных книгах ясачных волостей Верхотурского уезда». В соответствии с записями в этих книгах «…в волости на Сосьве реке…» проживало "…ясашных людей …52 человека плательщиков, тринадцать человек старых и увечных, всего шестьдесят пять человек. Сотник Филька Моросков с товарыщи. Ясашные люди: Тишка Сенкин, Якушко Ичикин, Кочегарко Богдашкин, Ортемко Сотрин, Ивашко Тороканков, Тоушанко Спиркин и др.
Во второй половине XVIII века произошло объединение обеих поселений в деревню с общим названием Морозково.
18 июня 2016 года деревня отпраздновала 390-летний юбилей.
Позднее появляются деревни Титова (8 июня 1686 г.), которая после открытия во второй половине XIX в.церкви стала называться Семеново, Киселёва (Киселевка), Постникова (Магина), Якимова (18 января 1656 г.). Эти огромные таёжные территории в XVIII—XIX вв. входили в Сосьвинскую волость Верхотурского уезда Пермской губернии, а c 15 июля 1919 год Екатеринбургской губернии.

## Население
| 2002 | 2010 |
| ---- | ---- |
| 182  | ↘168 |

## Инфраструктура

### Уличная сеть
В деревне Морозково 4 улицы: Маркова, Набережная, Подгорная и Советская.

### Образование

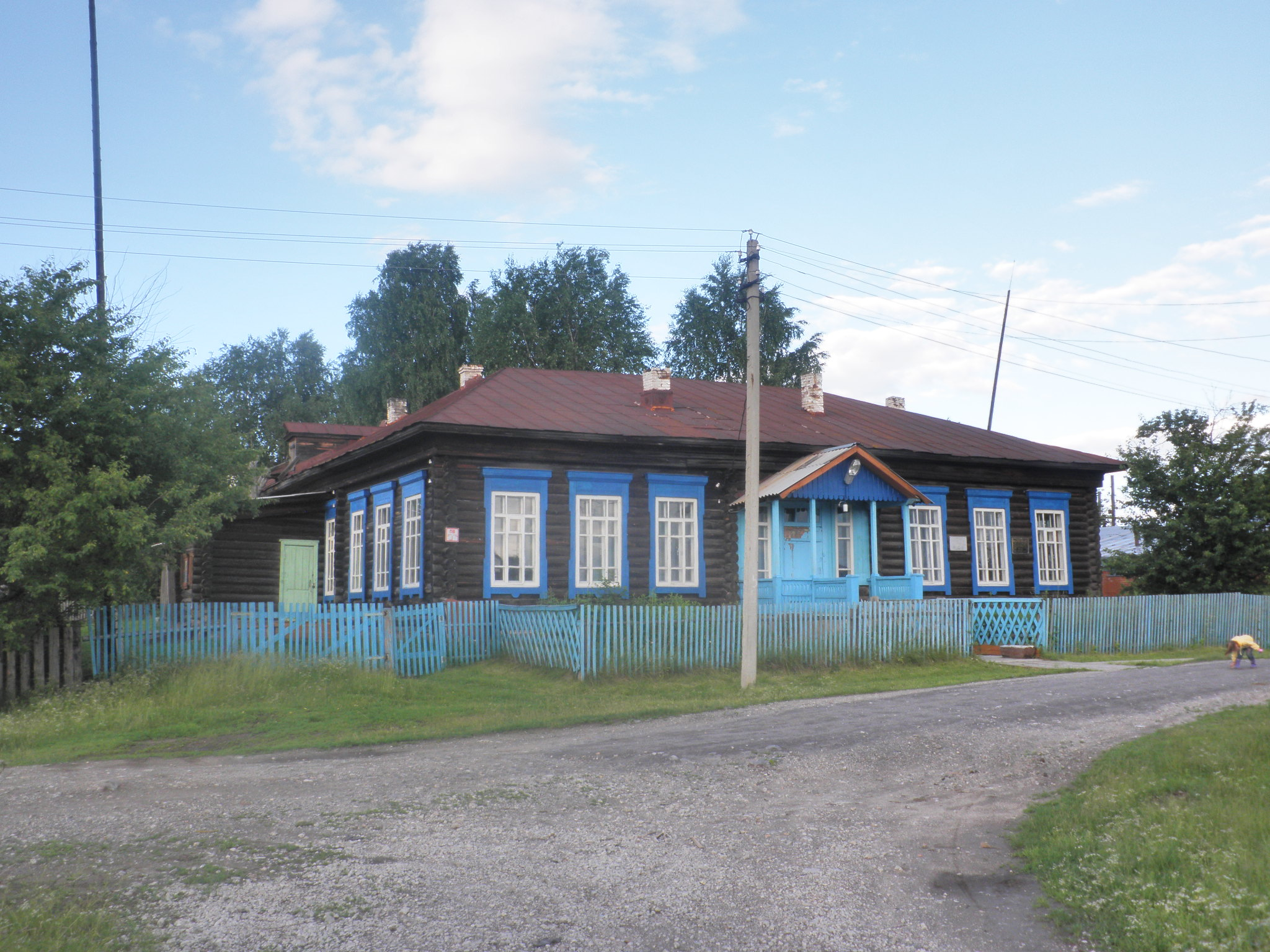
Школа в деревне Морозково

Школа в Морозково начала свою работу с 1914 года, как церковно-приходская. Были открыты 3 класса обучения. В период с 1916 по 1917 годы школа не действовала по причине отсутствия учителя. В 1931 году школа была преобразована в семилетку с интернатом на 25 человек. Первыми организаторами и учителями семилетки были: Чемодуров Пётр, Чемодурова Ольга Тимофеевна, Шадрина Таисия Константиновна, Шадрин Василий Михайлович, Иванова Мария Александровна, Рацкевич Лидия Владимировна.
В школе обучались дети из трёх сельсоветов: Верх-Сосьвинского, Первомайского и Масловского. Первый выпуск был в 1934 году, семь классов окончило около 50 человек.
Вскоре к школьному зданию была сооружена пристройка с тремя классными комнатами. В 1964 году было построено помещение для занятий спортом. В школе есть мастерская для обучения труду. В октябре 2014 года школа отпраздновала 100-летний юбилей.

### Медицина
На территории деревни действует фельдшерско-акушерский пункт.

### Транспорт и связь
Через Морозково проходит автодорога Серов — Гари, по которой следуют пригородные маршрутные автобусы до посёлка Сосьва. В деревне действует узел почтовой и телефонной связи. Также предоставляются услуги операторов мобильной связи. С начала 2014 года доступен проводной Интернет.

### Русская православная церковь

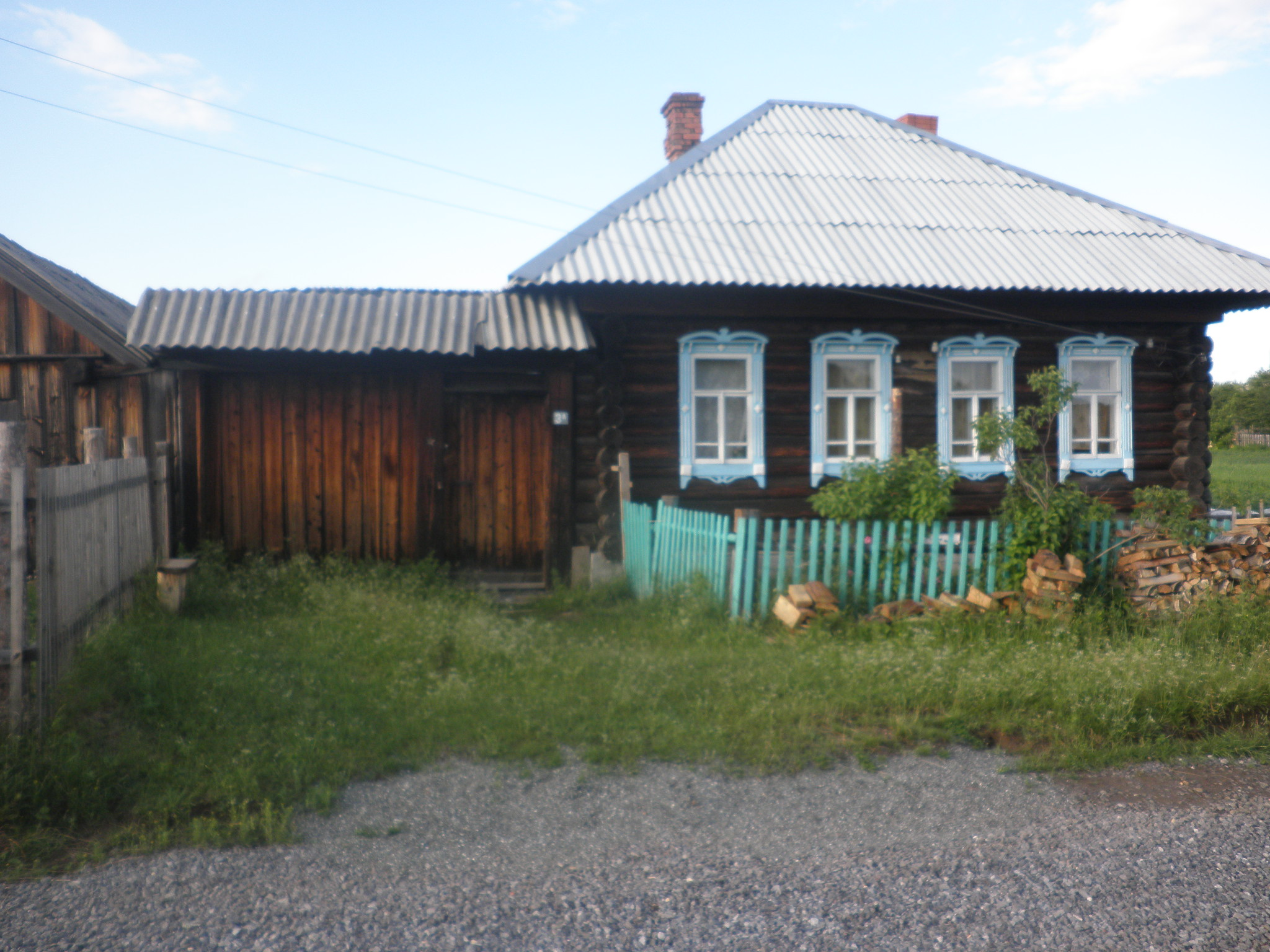
Место где стояла Николаевская церковь

В 1871 году в деревне сооружается деревянная часовня, в последующем она перестраивается в церковь, открытие которой состоялось в 1915 году. Церковь была освящена во имя святого Николая Чудотворца, архиепископа Мирликийского.
Николаевская церковь была деревянной и имела один престол. Располагалась она на месте дома № 3 по ул. Набережной. В 1937 году церковь закрыли. Здание церкви было разобрано и из него построена сельская библиотека. Здание бывшей библиотеки существует и поныне.

## Участники русско-японской войны 1904—1905 годов
| Фото | Награды | Ф. И. О.                   | Годы жизни    | Должность                                                                 | Звание  | Описание подвига | Примечания                                  |
| ---- | ------- | -------------------------- | ------------- | ------------------------------------------------------------------------- | ------- | --- | ------------------------------------------- |
|      |         | Постников Егор Прокопьевич | (1877 — 1957) | Стрелок 12 Восточно-сибирского полка, 3-го Сибирского армейского корпуса. | Рядовой | Кавалер Знака отличия Военного ордена Св. Георгия Победоносца. «За личные подвиги, мужество и храбрость оказанные им разновременно в боях против японцев». | Участник русско-японской войны (1904—1905). |

## Участники Великой Отечественной войны
| Фото | Награды                       | Ф. И. О.                      | Годы жизни                 | Должность | Звание                                                     | Описание подвига      | Примечания |
| ---- | ----------------------------- | ----------------------------- | -------------------------- | --- | ---------------------------------------------------------- | --------------------- | --- |
|      |                               | Марков Виктор Степанович      | (8.11.1921 — 23.09.1943)   | командир танковой роты 60-го танкового полка 15-й гвардейской кавалерийской дивизии 7-го гвардейского кавалерийского корпуса Центрального фронта                          | старший лейтенант, бронетанковые и механизированные войска | -                     | Герой Советского Союза (1944, посмертно).                                                                                     |
|      |                               | Постников Николай Андреевич   | (21.06.1911 — 14.11.1967)  | старшина стрелковой роты 1006 стрелкового полка, 266-я стрелковая дивизия                                                                                                 | старшина, стрелковые войска                                |                       | Участник Советско-финской войны. В ноябре 1941 года при выходе из «Киевского котла» попал в плен, освобождён в мае 1945 года. |
|      | Medal for Combat Service      | Постников Павел Андреевич     | (21.06.1914 — 14.11.1967)  | командир противотанкового орудия 350-го отдельного истребительно-противотанкового дивизиона (350-й отдельный самоходно-артиллерийский дивизион), 294-я стрелковая дивизия | старший сержант, артиллерия                                | 16.12.1943 07.07.1944 | Единственный кавалер двух Орденов Славы в Серовском городском округе, за годы войны получил пять ранений.                     |
|      | Medal of Valour, Soviet Union | Постников Василий Андреевич   | (1918 — 1980)              | командир взвода выноса раненых 174 горно-стрелкового полка, 20-я горнострелковая дивизия                                                                                  | старший лейтенант медицинской службы                       | 18.02.1945 15.05.1946 | Участник Советско-финской войны и Великой Отечественной войны                                                                 |
|      |                               | Постников Александр Андреевич | (30.08.1916 — 10.08.1956)  | командир пулемётного отделения 3-й пулемётной роты 787-го стрелкового полка , 222-я стрелковая дивизия                                                                    | старший сержант, стрелковые войска                         | 06.09.1945 23.04.1946 | Участник обороны Москвы и штурма Берлина, имеет пять благодарностей от Верховного Главнокомандующего, дважды был ранен.       |
|      | -                             | Постников Михаил Андреевич    | (14.05.1923 — август 1942) | подвозчик боеприпасов 758-я транспортная рота 66-й морской стрелковой бригады                                                                                             | краснофлотец, ВМФ                                          | -                     | Добровольцем ушёл на фронт, «пропал без вести» при выходе бригады из окружения под Сталинградом .                             |

## Фотогалерея

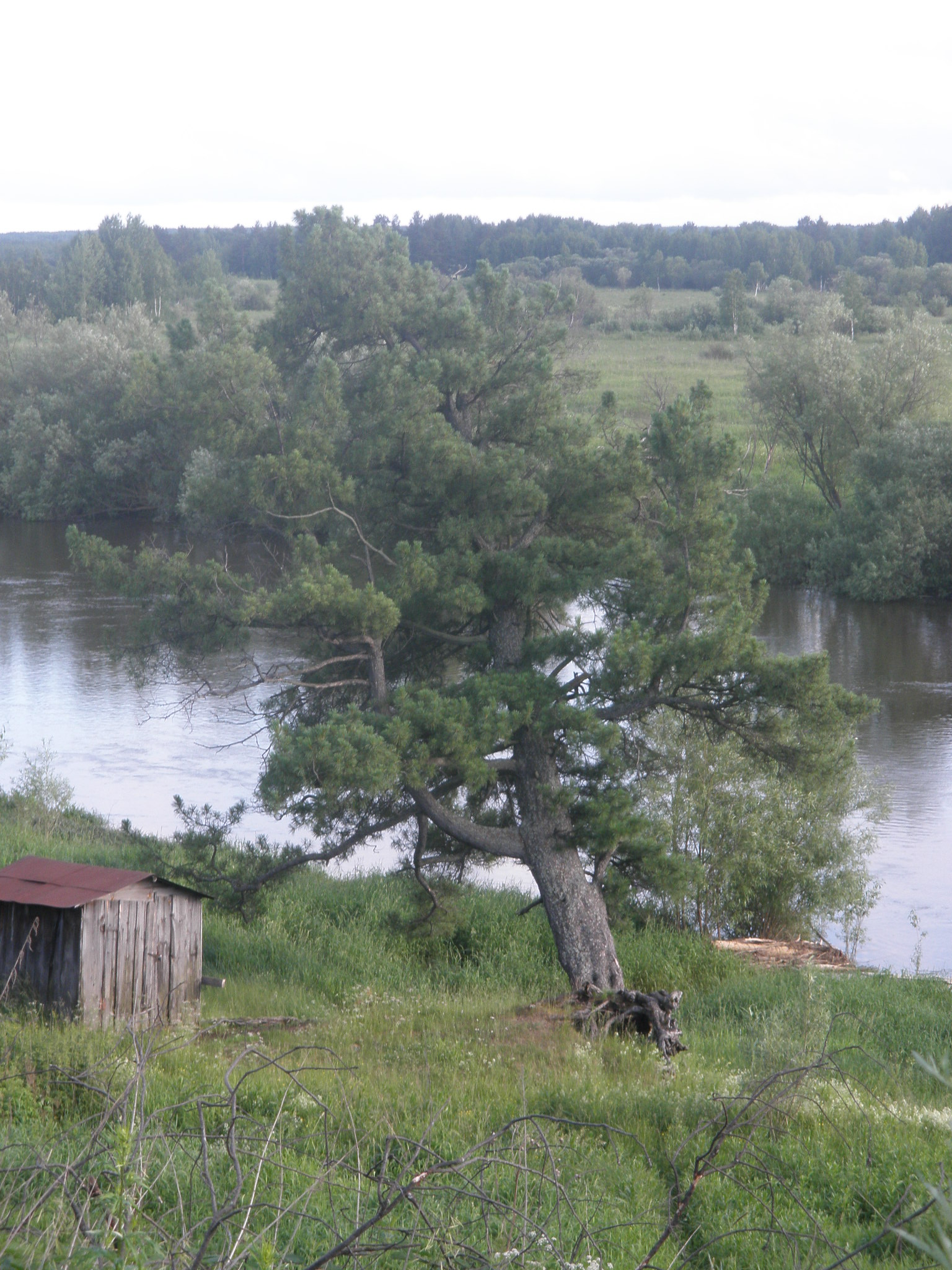
Кедр на берегу
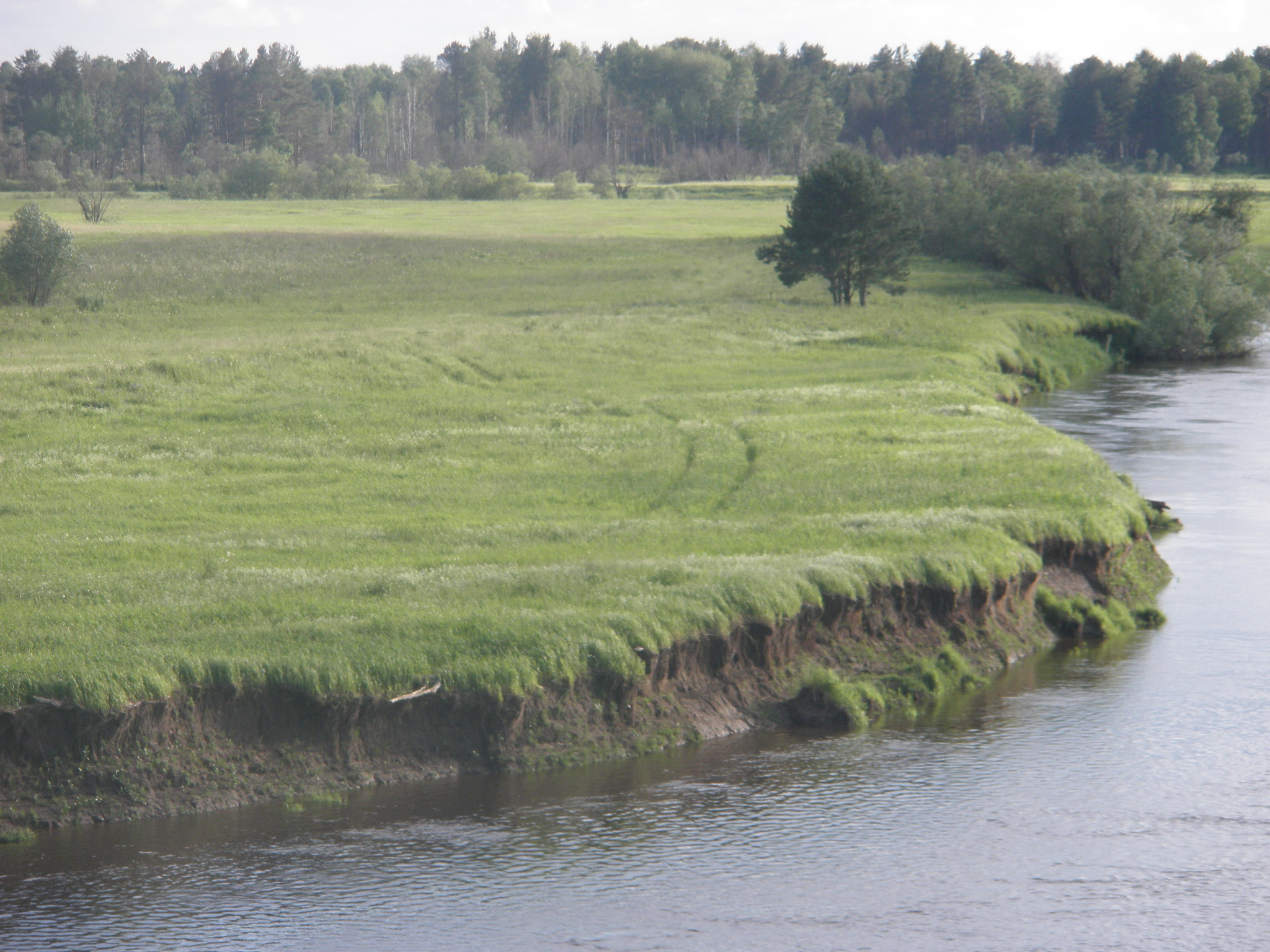
Противоположный берег реки Сосьва
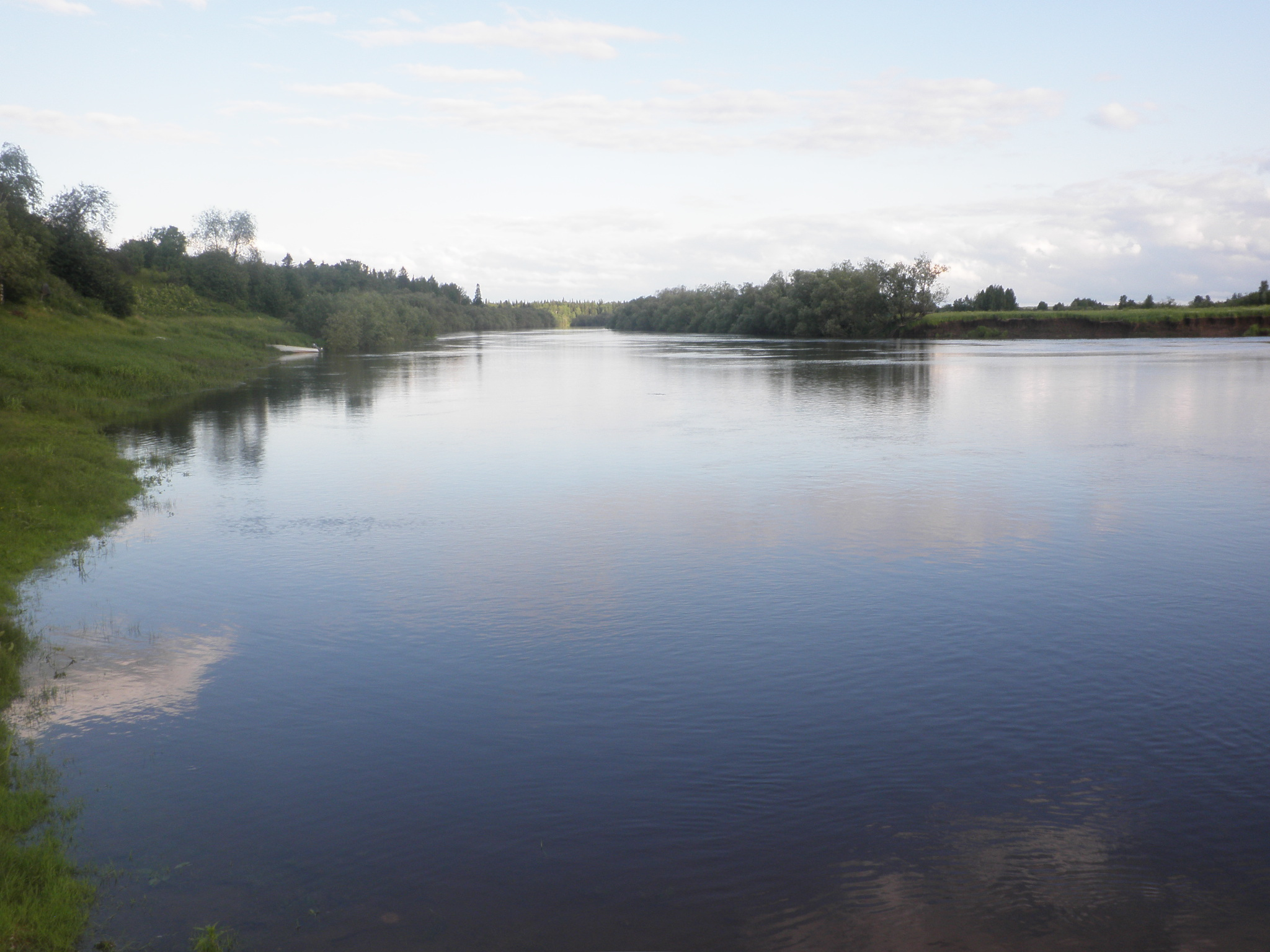
Сосьва  в разливе
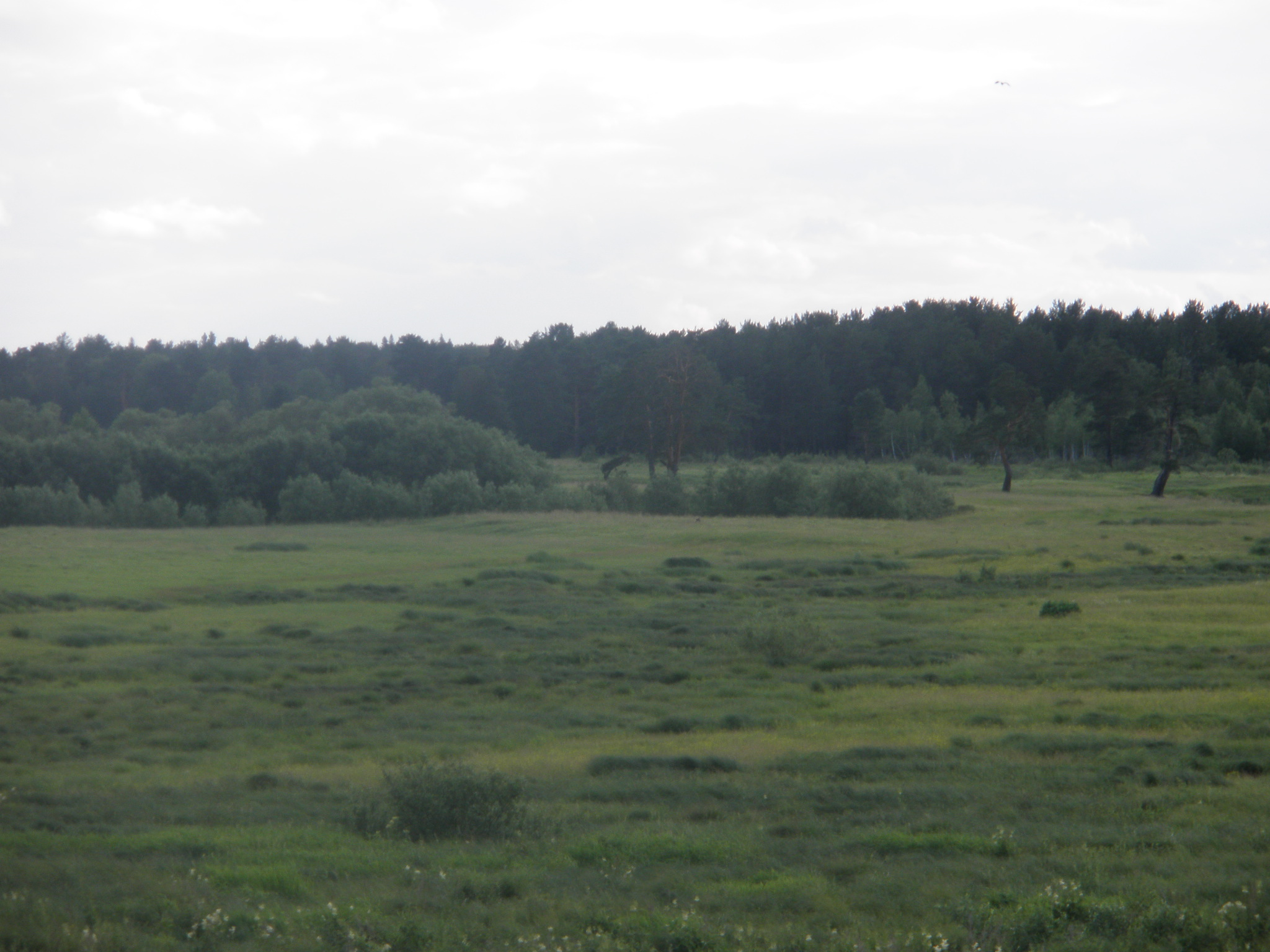
Три сосны
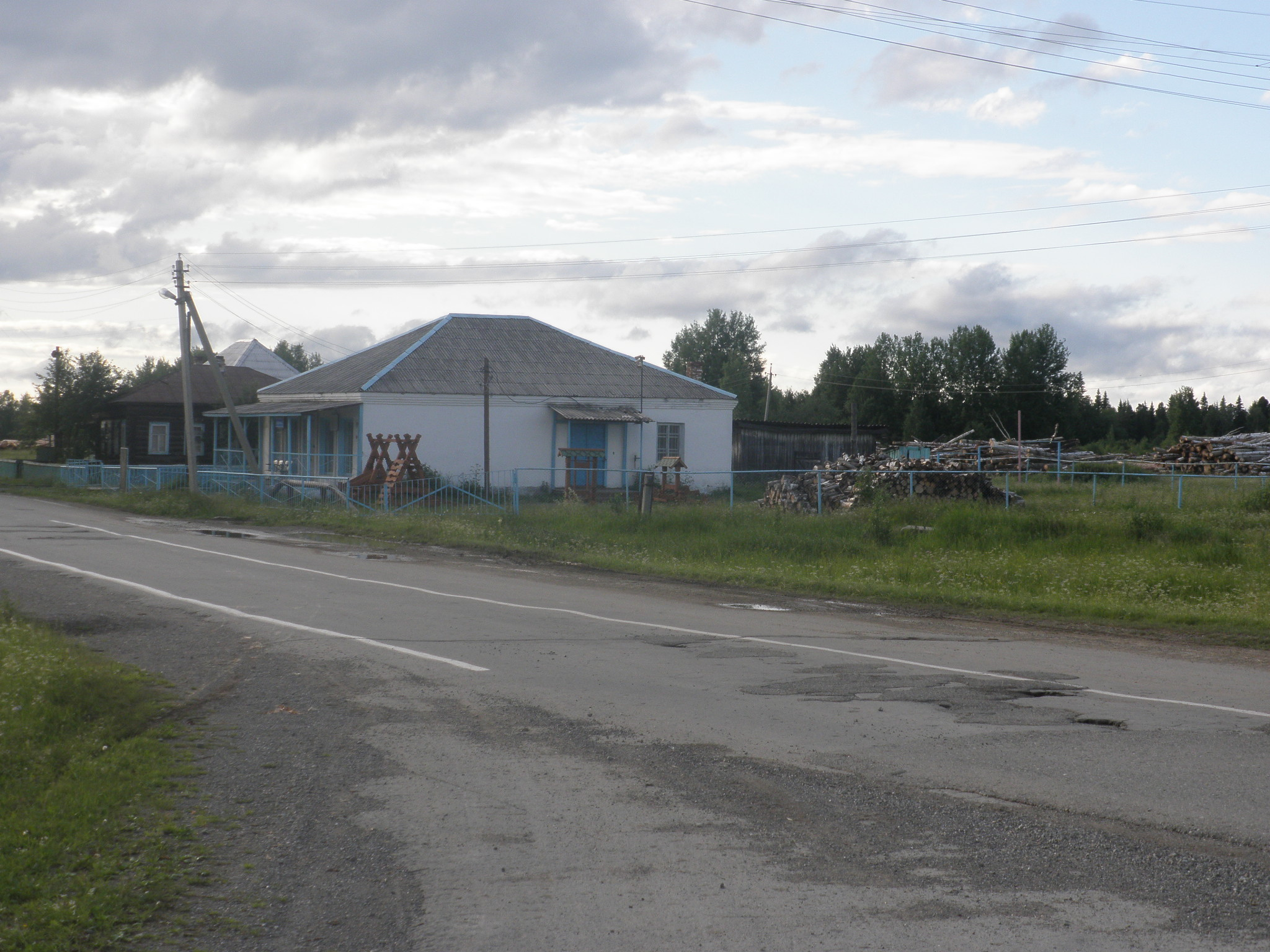
Сельский "Дом культуры"
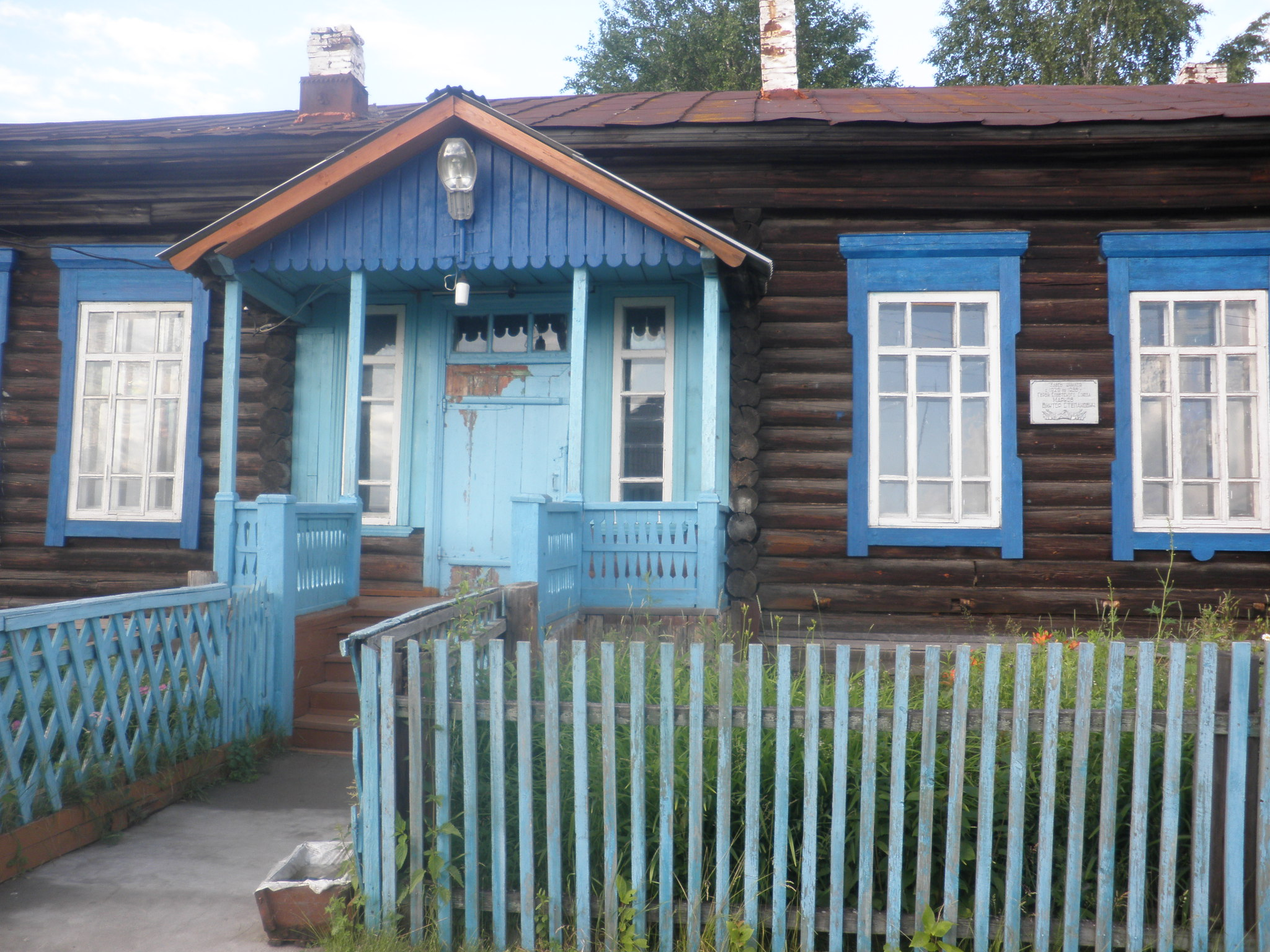
Школа в Морозково